# プロティロ

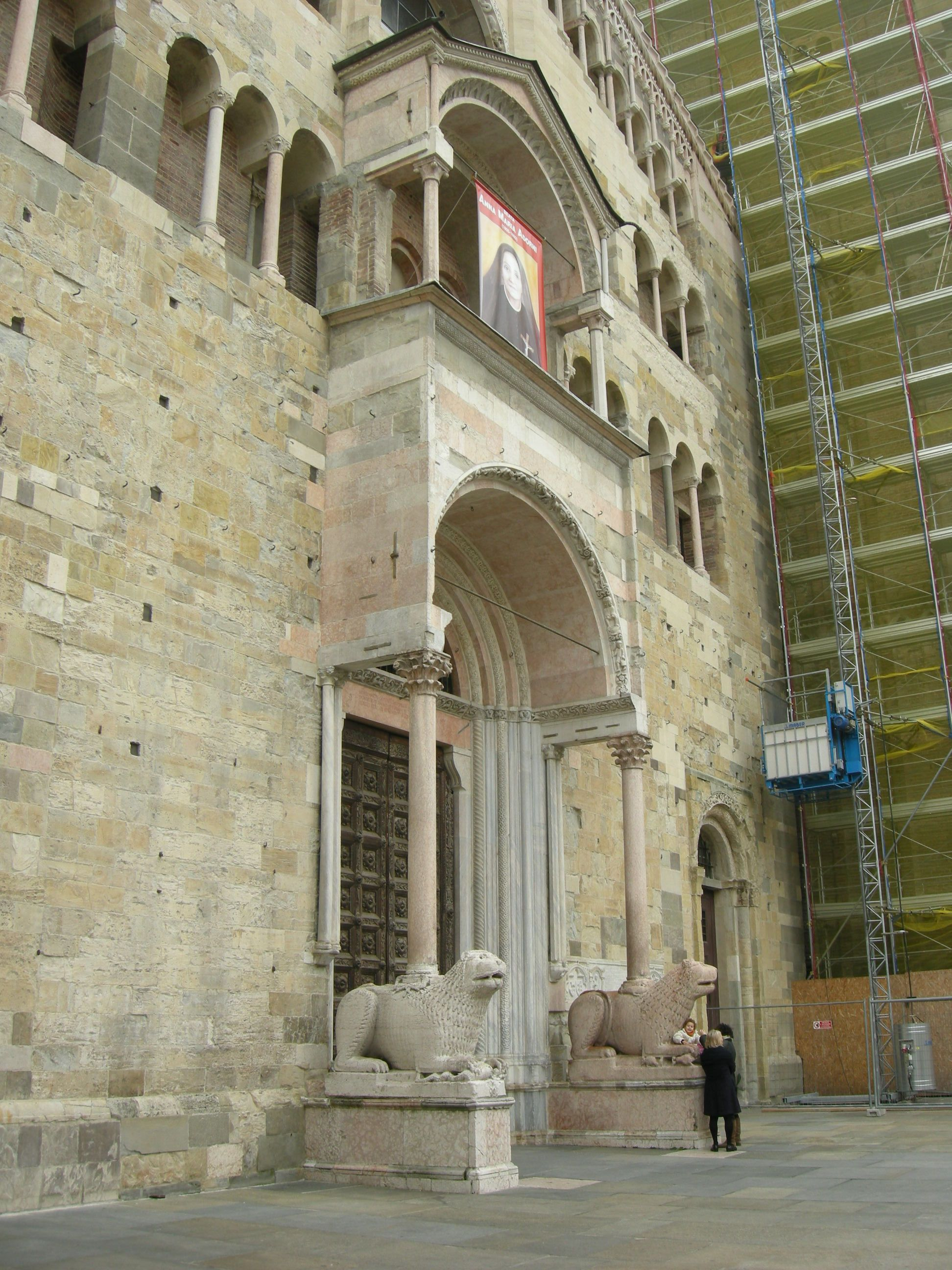
パルマ大聖堂のプロティロ

プロティロ（イタリア語：protiro）は、イタリア北部のロマネスク建築に見られる、扉口に張り出した建築構造である。プロテュルム（ラテン語：Prothyrum）とも。日本語では「柱廊式玄関」、「車寄せ」などと表記されることがある
。
ポルチコの中でも、より小さな構造体のことを特にプロティロと呼ぶ。

## 構成
下から順に、ライオンなどの彫像、その上に円柱が伸び、円柱にかかる屋根で締めくくられる、という決まったパーツの組み合わせで構成される。
下部の彫像についてはライオンが多いが、象や雄牛の場合もある。
屋根は扉口のタンパンとヴシュール（タンパンを囲むアーチのこと。この集合体がアーキヴォルト）を完全に覆うように設置され、基本的に形状は切妻屋根で多くは2層構造、内側は短い筒型ヴォールトである。
上部にある屋根にもいくつかの彫像（聖人像や擬人像）を配置した大掛かりなプロティロもあるが、計画倒れになったケースもあったとされる。

## ギャラリー

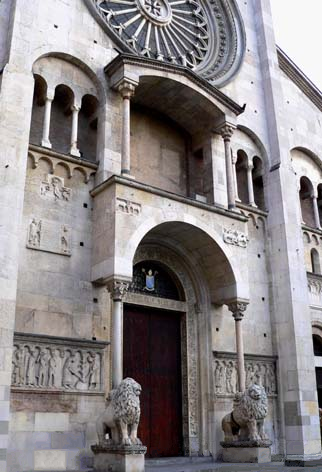
モデナ大聖堂
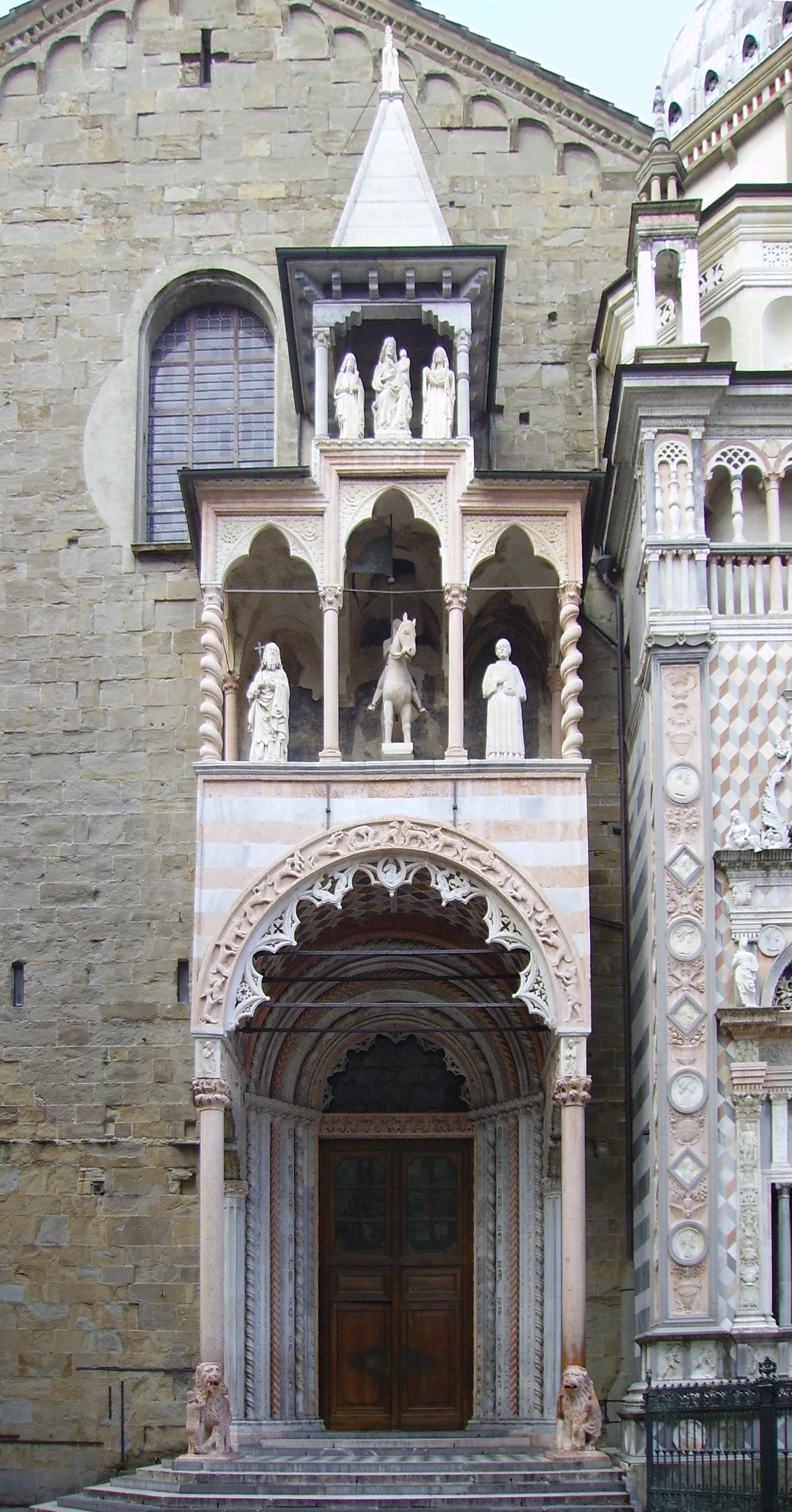
ベルガモのサンタ・マリア・マッジョーレ教会 (ベルガモ)
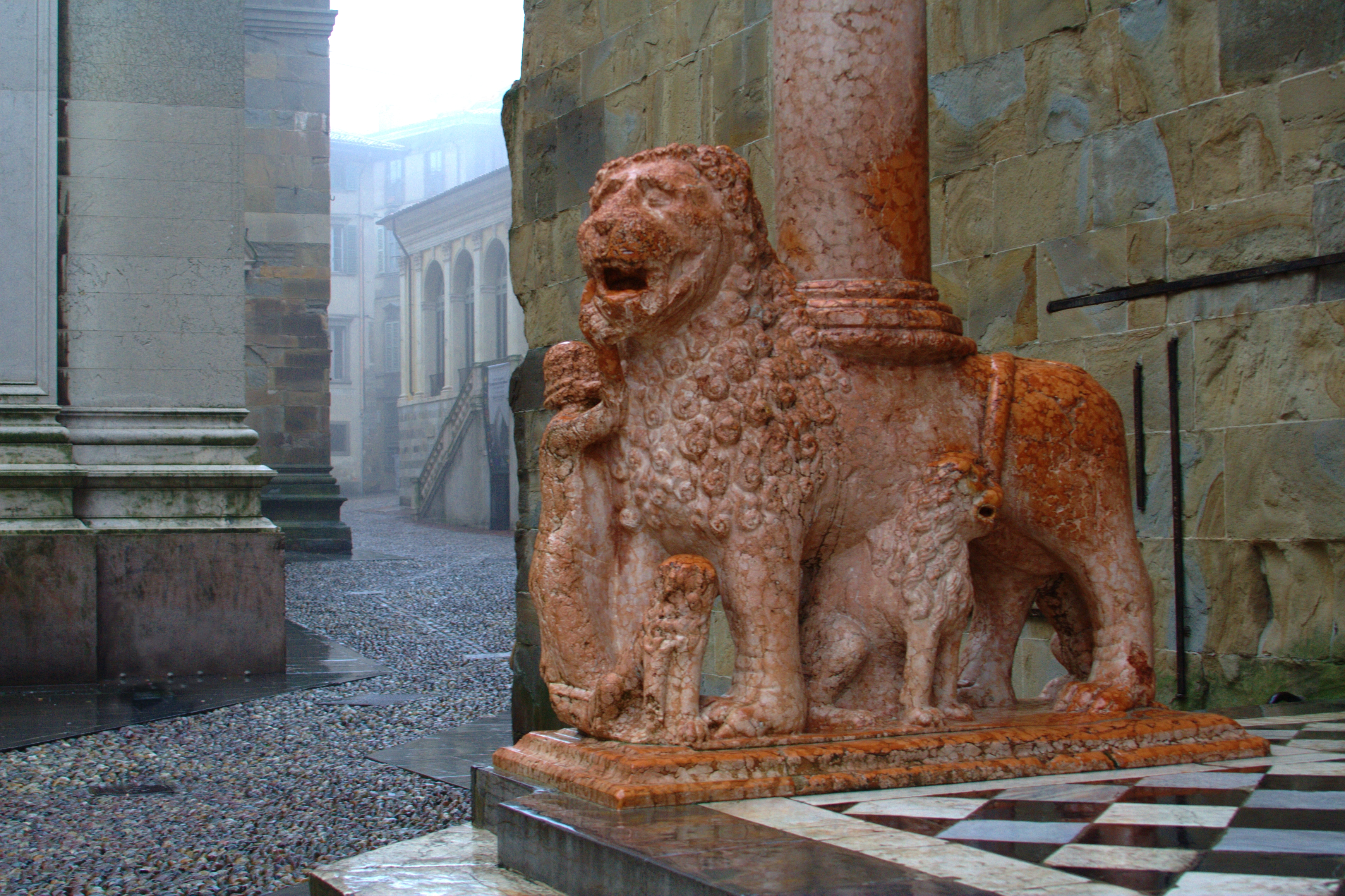
サンタ・マリア・マッジョーレ聖堂のプロティロの彫像